# Ferdinand Joseph von Leber

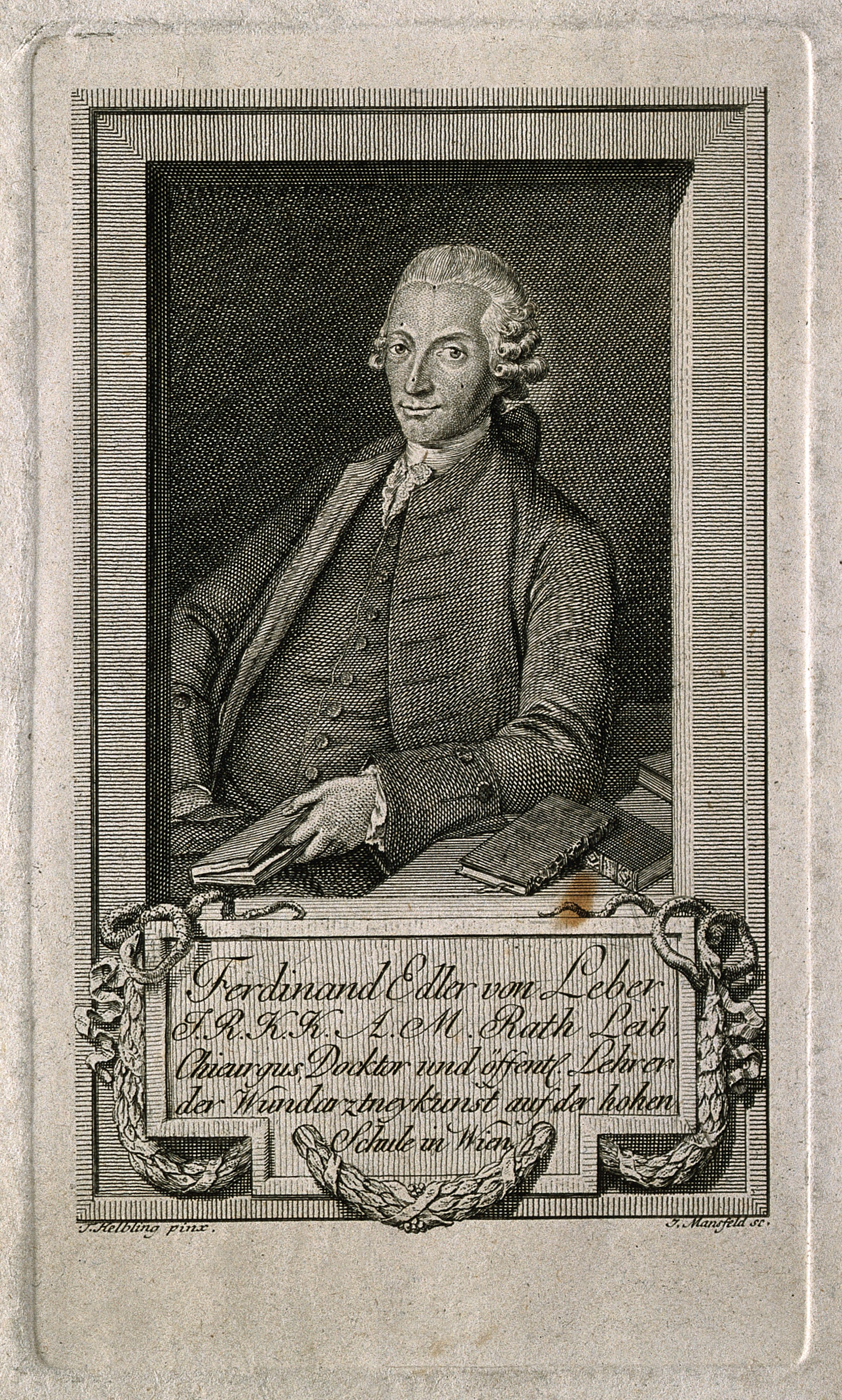
Porträt vor 1796

Ferdinand Joseph Leber, ab 1778 Edler von Leber, (* 31. Dezember 1727 in Wien; † 14. Oktober 1808 ebenda) war ein österreichischer Chirurg und Folterarzt, der zur Abschaffung der Folter in Österreich beitrug.

## Leben
Ferdinand Leber durchlief die Grammatikklassen der Wiener Jesuitenschule, bevor er bei einem Wundarzt in die Lehre ging. Anschließend nahm er ein Studium der Chirurgie an der Universität Wien auf. Nach dem theoretischen Studium durchlief er vier Jahre als Praktikant am Dreifaltigkeitshospital, bevor er 1751 den Magistergrad erlangte. 
Durch Gerard van Swieten erhielt er umgehend eine Anstellung als Hospitalarzt in Breitenfurt bei Wien. Bereits 1752 wurde er als Wundarzt an das Bürgerspital in Wien berufen, wo er unter seinem Gönner Anton de Haen wirkte. Dabei weitete sich sein Wirkungskreis auch auf das Marxer- und Bäckenhausspital sowie auf die syphilitische Klinik, die Irrenanstalt und das Gebärhaus aus. Zudem wirkte er ab 1757 auch als Folterarzt. In diesem Amt wirkte er bis 1776, als die Folter an den Gerichtshöfen in Österreich abgeschafft wurde. Leber selbst wirkte über Joseph von Sonnenfels bei Kaiserin Maria Theresia auf die Abschaffung der Folter hin.
Leber erhielt 1761 zudem den Lehrstuhl der Anatomie und theoretischen Wundarzneikunde, den er 1786 abgab, um den Lehrstuhl der theoretischen Chirurgie mit chirurgischer Pathologie, Instrumenten- und Bandagenlehre und operative Chirurgie zu übernehmen. Diesen hatte er bis zu seinem Tod inne. 1776 wurde Leber daneben Leibchirurg von Kaiserin Maria Theresia und mit Diplom vom 26. September 1778 als "Edler von Leber" geadelt.
Als Maria Theresia am 29. November 1780 an einer Lungenentzündung starb, gehörte Leber zu den Personen, die ihren Leichnam für die Bestattung vorbereiteten. Dies gestaltete sich laut dem Hofprotokoll folgendermaßen: „Der entseelte kai[ser]l[iche] allerhöchste Leichnam, welcher indessen in dem kais[erlichen] Zimmer aufbewahrt blieb, wurden den 30. darauf um 7 Uhr abends geöffnet und balsamiert. Die Exentrierung dauerte von 7 bis 11 Uhr Nachts, wobey der k. k. Protomedicus Kohlhammer gegenwärtig waren. Die Eröffnung und Einbalsamierung geschah durch die kais[erlich] kön[iglichen] Leib Chirurgen Jos[eph] Vanglinghen, Ferdinand von Leber und Anton Rechberger, wobey sich auch der Hofapotheker Wenzel Czerny brauchen liess.“

## Ehrungen
- 1761 Ernennung zum k.k. Rat
- 1778 Nobilitierung, erblicher Adelstand (Edler) durch Kaiserin Maria Theresia
- 1778 Ehrendoktorwürde der Universität Wien
- 1805 Große goldene Zivilmedaille mit Kette durch Kaiser Franz
- Benennung auf der Tafel der Medizinischen Fakultät der Fakultäts-Ehrentafeln der Universität Wien

## Wappen
Das Leber anlässlich seiner Nobilitierung 1778 verliehene Wappen war: Schrägrechts geteilt; im vorderen Feld in Gold auf grünem Grund ein dreizinniger Turm mit Schusslöchern und geschlossenen Tor. Über dem Tor eine schwarze Platte mit den goldenen Initialen "M. T.", der ganze Turm überhöht von einer natürlichen linksgewendeten Eule. Im hinteren Feld in Blau drei sechseckige untereinandergestellte goldene Sterne. Auf dem Schild ein gekrönter Turnierhelm. Helmzier: ein schwarzer Adler mit ausgeschlagener Zunge, ausgebreiteten Flügeln und ausgebreiteten Fängen. Helmdecken: rechts schwarz-golden, links blau-golden.

## Schriften (Auswahl)
- Abhandlung von der Nutzbarkeit des Schierlings in der Wundarzneykunst. Trattner, Wien 1762.
- Praelectiones anatomicae. Editio nova ex germanico traducta. Gräffer, Wien 1777.
- Vorlesungen über die Zergliederungskunst. Gräffer, Wien 1782.